# Nathan Adams (lập trình viên)
Nathan Adams (sinh ngày 23 tháng 7 năm 1991), còn được gọi là Dinnerbone, là một lập trình viên trò chơi điện tử người Anh gốc Thụy Điển được biết đến nhiều nhất với công việc của anh ấy tại Mojang Studios, và đặc biệt là những đóng góp của anh ấy cho trò chơi Minecraft.

## Đầu đời
Adams sinh ra ở Shrewsbury, Anh vào ngày 23 tháng 7 năm 1991. Anh ấy nói rằng anh ấy đã học lập trình ở tuổi 10 bằng cách tạo ra các chương trình MSN.

## Sự nghiệp
Sau khi học xong cấp hai, anh ấy bị từ chối tốt nghiệp đại học, vì vậy anh ấy đã tìm được một công việc tại một công ty phát triển web nhỏ. Sau đó anh ta được Curse thuê, nơi anh ta làm việc về sửa đổi máy chủ Minecraft CraftBukkit. Mojang sau đó nắm toàn quyền kiểm soát và thuê nhóm CraftBukkit làm việc trên một API sửa đổi, điều này cho phép các nhà phát triển mod truy cập dễ dàng hơn vào các tệp trò chơi Minecraft. Anh ấy được thuê vào ngày 28 tháng 2 năm 2012 và bắt đầu làm việc vào ngày 27 tháng 3. Anh ấy đã nghỉ việc trên Minecraft vào tháng 10 năm 2015 làm việc trên trình khởi chạy ứng dụng Minecraft mới và tham gia trở lại vào tháng 2 năm 2017. Anh ấy hiện là giám đốc kỹ thuật của trò chơi.

## Đời sống cá nhân
Anh kết hôn với Aleksandra "MissMarzenia" Zając, giám đốc dự án tại Mojang. Họ có một con trai, sinh ngày 2 tháng 10 năm 2016. Adams bị mù màu xanh lục đỏ. Vào ngày 21 tháng 3 năm 2019, Adams trở thành công dân Thụy Điển.